# Charles Anderson-Pelham, III conte di Yarborough
Charles Anderson-Pelham, III conte di Yarborough (14 gennaio 1835 – 6 febbraio 1875), è stato un nobile inglese.

## Biografia
Era il figlio di Charles Anderson-Pelham, II conte di Yarborough, e di sua moglie, Maria Adelaide Maude.

## Carriera
È stato eletto alla Camera dei comuni per il collegio di Great Grimsby (1857-1862). Nel 1862 successe al padre alla contea.

## Matrimonio
Sposò, il 3 agosto 1858, Lady Victoria Hare, figlia di William Hare, II conte di Listowel. Ebbero due figli:
- Charles Pelham, IV conte di Yarborough (11 giugno 1859-12 luglio 1936);
- Lady Gertrude Augusta Anderson-Pelham (11 maggio 1861-6 luglio 1920), sposò Sir Francis Astley, ebbero tre figli.

## Morte
Morì il 6 febbraio 1875. Sua moglie si risposò con John Maunsell Richardson.

## Ascendenza
|                                                  |                                       |                           | Genitori                           |  |  | Nonni |  |  | Bisnonni                                     |  |  | Trisnonni        |  |
|                                                  |                                       |                           |                                    |  |  |       |  |  | Charles Anderson-Pelham, I barone Yarborough |  |  | Francis Anderson |  |
|                                                  |                                       |                           |                                    |  |  |       |  |  | Charles Anderson-Pelham, I barone Yarborough |  |  | Francis Anderson |  |
|                                                  |                                       | Eleanor Carter            |                                    |  |  |       |  |  | Charles Anderson-Pelham, I barone Yarborough |  |  |                  |  |
| Charles Anderson-Pelham, I conte di Yarborough   |                                       |                           |                                    |  |  |       |  |  | Charles Anderson-Pelham, I barone Yarborough |  |  |                  |  |
|                                                  |                                       | Sophia Aufrère            | George Aufrère                     |  |  |       |  |  |                                              |  |  |                  |  |
|                                                  |                                       | Sophia Aufrère            | George Aufrère                     |  |  |       |  |  |                                              |  |  |                  |  |
|                                                  |                                       | Sophia Aufrère            | Arabella Bate                      |  |  |       |  |  |                                              |  |  |                  |  |
| Charles Anderson-Pelham, II conte di Yarborough  |                                       | Sophia Aufrère            |                                    |  |  |       |  |  |                                              |  |  |                  |  |
|                                                  |                                       | John Simpson              | Henry Bridgeman, I barone Bradford |  |  |       |  |  |                                              |  |  |                  |  |
|                                                  |                                       | John Simpson              | Henry Bridgeman, I barone Bradford |  |  |       |  |  |                                              |  |  |                  |  |
|                                                  |                                       | John Simpson              | Elizabeth Simpson                  |  |  |       |  |  |                                              |  |  |                  |  |
| Henrietta Simpson                                |                                       | John Simpson              |                                    |  |  |       |  |  |                                              |  |  |                  |  |
|                                                  |                                       | Henrietta Francis Worsley | Thomas Worsley, VI baronetto       |  |  |       |  |  |                                              |  |  |                  |  |
|                                                  |                                       | Henrietta Francis Worsley | Thomas Worsley, VI baronetto       |  |  |       |  |  |                                              |  |  |                  |  |
|                                                  |                                       | Henrietta Francis Worsley | Elizabeth Boyle                    |  |  |       |  |  |                                              |  |  |                  |  |
| Charles Anderson-Pelham, III conte di Yarborough |                                       | Henrietta Francis Worsley |                                    |  |  |       |  |  |                                              |  |  |                  |  |
|                                                  | Cornwallis Maude, I visconte Hawarden | Robert Maude, I baronetto |                                    |  |  |       |  |  |                                              |  |  |                  |  |
|                                                  | Cornwallis Maude, I visconte Hawarden | Robert Maude, I baronetto |                                    |  |  |       |  |  |                                              |  |  |                  |  |
|                                                  | Cornwallis Maude, I visconte Hawarden | Eleanor Cornwallis        |                                    |  |  |       |  |  |                                              |  |  |                  |  |
| Cornwallis Maude, III visconte Hawarden          | Cornwallis Maude, I visconte Hawarden |                           |                                    |  |  |       |  |  |                                              |  |  |                  |  |
|                                                  |                                       | Anne Isabella Monck       | Thomas Monck                       |  |  |       |  |  |                                              |  |  |                  |  |
|                                                  |                                       | Anne Isabella Monck       | Thomas Monck                       |  |  |       |  |  |                                              |  |  |                  |  |
|                                                  |                                       | Anne Isabella Monck       | Judith Mason                       |  |  |       |  |  |                                              |  |  |                  |  |
| Maria Adelaide Maude                             |                                       | Anne Isabella Monck       |                                    |  |  |       |  |  |                                              |  |  |                  |  |
|                                                  |                                       | Patrick Craufurd Bruce    | Michael Bruce, VI baronetto        |  |  |       |  |  |                                              |  |  |                  |  |
|                                                  |                                       | Patrick Craufurd Bruce    | Michael Bruce, VI baronetto        |  |  |       |  |  |                                              |  |  |                  |  |
|                                                  |                                       | Patrick Craufurd Bruce    | Mary Agnew                         |  |  |       |  |  |                                              |  |  |                  |  |
| Jane Crauford Bruce                              |                                       | Patrick Craufurd Bruce    |                                    |  |  |       |  |  |                                              |  |  |                  |  |
|                                                  |                                       | Jane Smith                | Edmund Smith                       |  |  |       |  |  |                                              |  |  |                  |  |
|                                                  |                                       | Jane Smith                | Edmund Smith                       |  |  |       |  |  |                                              |  |  |                  |  |
|                                                  |                                       | Jane Smith                | …                                  |  |  |       |  |  |                                              |  |  |                  |  |
|                                                  |                                       | Jane Smith                |                                    |  |  |       |  |  |                                              |  |  |                  |  |